# Dirka po Sloveniji 2003
Dirka po Sloveniji 2003 je bila deseta izvedba Dirke po Sloveniji. To je bila etapna dirka UCI kategorije 2.5, ki je potekala od 6. do 11. maja 2002, v skupni dolžini 1.038 km. Organizator je bil klub KK Krka in organizacijski direktor Bogdan Fink, sekretar Robert Kastelic in tehnični direktor Franc Hvasti. 
Zmagal je Faat Zahirov (Mapei-Quick), drugi Dean Podgornik in tretji Hannes Hempel.
Boštjan Mervar je zmagal po točkah (modra), Christian Heule na gorskih ciljih (pikčasta), Aldo Ino Ilešič na letečih ciljih (zelena), mladi kolesar Andreas Matzbacher (bela) in ekipno Team Macandina.

## Ekipe
Dirko je začelo 108 kolesarjev iz 19 ekip, od tega jo je končalo 80 kolesarjev.

### Profesionalni klubi
- Perutnina Ptuj
- Volksbank-Ideal
- Elk Haus Radteam–Sportunion Schrems
- Van Hemert Groep Cycling Team
- Team Macandina
- Miche
- Amore & Vita–Beretta
- Quick-Step–Davitamon
- Nippon Hodo

### Amaterski klubi
- Rog Ljubljana
- TBP Lenart
- Sava Kranj
- Krka Novo mesto
- Perutnina Ptuj U23
- STA
- Kamen Pazin

### Državne reprezentance
- Avstrija
- Slovaška
- Nemčija

## Potek
Deseto dirko po Sloveniji začelo 114 kolesarjev iz 19 ekip. Nagradni sklad je bil 22.066 švicarskih frankov, proračun dirke 50 milijon tolarjev. Pred začetkom so bili favoriti Tim Jones (Amore&Vita), zmagovalec dirke 1999, Branko Filip (Perutnina Ptuj), zmagovalec 1998, nastopil je tudi zmagovalec iz 1993, Boris Premužič (Krka). Močna ekipa je bila tudi ekipa Volksbank s Juretom Golčerjom (peto mesto 2002). Pričakovali so bili tudi dosežke mlade slovenske generacije: Nose, Brajkovič, Zrimšek (vsi Krka), Fajt (Sava), Strgar (Radenska Rog). Pri Perutnini Ptuj so nameravali taktiko prilagodili kolesarju, ki bo v najboljši formi (Filip, Rogina, Mahorič, Demarin), Podgornik in Mervar pa sta bila osredotočena na ciljne šprinte.
Spremembe je doživela trasa. Skrajšali s sedem na šest etap in prvič je ni bilo na sporedu kronometra ali prologa. Prvi dve etapi sta bili šprinterski, tretja primerna za pobege (Hvasti: za »kombinatorce«), četrta in peta za hribolazce, šesta bolj kot ne formalnost. 
Dirka se je odločila v 4. in 5. etapi. Četra etapa z več vzponi (Rovte, Jamnik, Stari vrh) in zaključnim na Šmarjetno Goro (Kranj) je ohranila možnosti za zmago Mahoriču, Golčerju, Jonesu in Matzbacherju. Peta, kraljevska etapa je pripadla Golčerju, ki bil na Vršiču boljši od Jonesa in Mahorilča. Rumena majica je pripadla Mahoriču z eno sekundo prednosti, to prednost je pridobil na letečih ciljih v Grosupljem in Medvodah (skupaj 10 sek.)
Po koncu so dirko ocenili kot izrazito taktično, zaradi česar so uspevali pobegi in zmage 18-letnikov (Makarovič, Ilešič, 20-letnik Zrimšek). Odločile so malenkosti in sreča, Golčer in Jones sta izgubila sekunde v prvi etapi. V slovenskih ekipah najbolj zadovoljni pri Perutnini Ptuj z zmago v skupnem seštevku Mahoriča (v deseterici tudi Demarin in Rogina) in modro majico Mervarja (trikrat na stopničkah etap). Poleg tega je v PP U23 Ilešič zmagal etapo in bil najboljši na etapnih ciljih. Pri Radenski Rogu uspešna Makarovič z etapno zmago, po njen pa dva dni nosil rumeno majico, Strgar bil dvakrat med trojico na etapah in drugi v seštevku etapnih točk. Krka je uspela zmagati eno etapo (Zrimšek), Premužič končal dirko na 11. mestu. Nosetu in Brajkoviču poznala utrujeno po Giro delle Regioni. Prav tako so pri Savi upali na uvrstitev okoli 10. mesta Kristijana Fajta, a se tudi on ni regeniral po dirki Giro delle Regioni, zadovolnjni pa so bili z eno uvrstitvijo med tri, ko je bil Janez Rožman v drugi etapi drugi. 

## Trasa in etape
| Etapa  | Datum   | Trasa                   | Dolžina  | Disciplina | Disciplina      | Zmagovalec      |
| ------ | ------- | ----------------------- | -------- | ---------- | --------------- | --------------- |
| 1      | 6. maj  | Čatež – Ptuj            | 167 km   |            | ravninska etapa | Jure Zrimšek    |
| 2      | 7. maj  | Ormož – Beltinci        | 168 km   |            | ravninska etapa | Leon Makarovič  |
| 3      | 8. maj  | Lenart – Ljubljana      | 203 km   |            | hribovska etapa | Aldo Ino Ilešič |
| 4      | 9. maj  | Vrhnika – Kranj         | 176 km   |            | hribovska etapa | Christian Heule |
| 5      | 10. maj | Grosuplje – Vršič       | 168 km   |            | gorska etapa    | Jure Golčer     |
| 6      | 11. maj | Šentjernej – Novo mesto | 156 km   |            | ravninska etapa | Boštjan Mervar  |
| Skupaj | Skupaj  | 1.038 km                | 1.038 km | 1.038 km   | 1.038 km        | 1.038 km        |

## Razvrstitev vodilnih
| Etapa          | Zmagovalec      | Skupno          | Po točkah      | Gorski cilji    | Mladi kolesarji    | Leteči cilji    | Ekipno         |
| -------------- | --------------- | --------------- | -------------- | --------------- | ------------------ | --------------- | -------------- |
| 1              | Jure Zrimšek    | Jure Zrimšek    | ni podatka     | ni podatka      | ni podatka         | ni podatka      | ni podatka     |
| 2              | Leon Makarovič  | Leon Makarovič  | ni podatka     | ni podatka      | ni podatka         | ni podatka      | ni podatka     |
| 3              | Aldo Ino Ilešič | Leon Makarovič  | ni podatka     | ni podatka      | ni podatka         | ni podatka      | ni podatka     |
| 4              | Christian Heule | Christian Heule | ni podatka     | ni podatka      | ni podatka         | ni podatka      | ni podatka     |
| 5              | Jure Golčer     | Mitja Mahorič   | ni podatka     | ni podatka      | ni podatka         | ni podatka      | ni podatka     |
| 6              | Boštjan Mervar  | Mitja Mahorič   | Boštjan Mervar | Christian Heule | Andreas Matzbacher | Aldo Ino Ilešič | Macandina      |
| Končni nosilci | Končni nosilci  | Mitja Mahorič   | Boštjan Mervar | Christian Heule | Andreas Matzbacher | Aldo Ino Ilešič | Team Macandina |

## Končna razvrstitev
| Legenda | Legenda                      | Legenda | Legenda                          |
| ------- | ---------------------------- | ------- | -------------------------------- |
|         | Zmagovalec skupnega seštevka |         | Zmagovalec gorskih ciljev        |
|         | Zmagovalec po točkah         |         | Zmagovalec med mladimi kolesarji |
|         | Zmagovalec letečih ciljev    |         | Zmagovalec med ekipami           |

### Skupno
| Uvr. | Kolesar            | Ekipa                         | Čas         |
| ---- | ------------------ | ----------------------------- | ----------- |
| 1.   | Mitja Mahorič      | Perutnina Ptuj                | 25h 12' 18" |
| 2.   | Jure Golčer        | Volksbank                     | + 4"        |
| 3.   | Andreas Matzbacher | Austria                       | + 28"       |
| 4.   | Massimo Demarin    | Perutnina Ptuj                | + 34"       |
| 5.   | Stef Clement       | Van Hemert Groep Cycling Team | + 54"       |
| 6.   | Timothy Jones      | Amore & Vita                  | + 1' 13"    |
| 7.   | Johan Van Summeren | Quick.step Davitamon          | + 1' 31"    |
| 8.   | Renzo Mazzoleni    | Team Macandina                | + 1' 36"    |
| 9.   | Harald Totschnig   | Austria                       | + 1' 43"    |
| 10.  | Radoslav Rogina    | Perutnina Ptuj                | + 1' 47"    |

### Po točkah
| Uvr. | Kolesar         | Ekipa              | Točke |
| ---- | --------------- | ------------------ | ----- |
| 1.   | Boštjan Mervar  | Perutnina Ptuj     | 73    |
| 2.   | Matic Strgar    | Radenska Rog       | 51    |
| 3.   | Jure Golčer     | Volksbank          | 45    |
| 4.   | Aldo Ino Ilešič | Perutnina Ptuj U23 | 44    |
| 5.   | Timothy Jones   | Amore & Vita       | 40    |

### Gorski cilji
| Uvr. | Kolesar             | Ekipa          | Točke |
| ---- | ------------------- | -------------- | ----- |
| 1.   | Christian Heule     | Team Macandina | 20    |
| 2.   | Timothy Jones       | Amore & Vita   | 14    |
| 3.   | Pascal Hungerbühler | Volksbank      | 12    |
| 4.   | Jure Golčer         | Volksbank      | 11    |
| 5.   | Igor Kranjec        | Kamen Pazin    | 10    |

### Mladi kolesarji
| Uvr. | Kolesar            | Ekipa                         | Čas         |
| ---- | ------------------ | ----------------------------- | ----------- |
| 1.   | Andreas Matzbacher | Austria                       | 25h 12' 46" |
| 2.   | Stef Clement       | Van Hemert Groep Cycling Team | + 26"       |
| 3.   | Johan Van Summeren | Quick.step Davitamon          | + 1' 03"    |
| 4.   | Matic Strgar       | Radenska Rog                  | + 1' 59"    |
| 5.   | Tomaž Nose         | Krka Novo mesto               | + 2' 26"    |

### Leteči cilji
| Uvr. | Kolesar              | Ekipa              | Točke |
| ---- | -------------------- | ------------------ | ----- |
| 1.   | Aldo Ino Ilešič      | Perutnina Ptuj U23 | 15    |
| 2.   | Leon Makarovič       | Radenska Rog       | 12    |
| 3.   | Mitja Mahorič        | Perutnina Ptuj     | 10    |
| 4.   | Christoph Kerschbaum | Austria            | 10    |
| 5.   | Alberati Paolo       | Miche              | 7     |

### Ekipno
| Uvr. | Ekipa          | Čas |
| ---- | -------------- | --- |
| 1.   | Team Macandina |     |